# Sphincterochila boissieri
Sphincterochila boissieri  (лат.) — наземный брюхоногий моллюск отряда лёгочных улиток семейства Sphincterochilidae. Видовое название дано в честь Пьера Эдмона Буассье — швейцарского ботаника и путешественника.

## Ареал
Живёт в пустынях Ближнего Востока, в частности в пустыне Негев (Израиль) и в Синайской пустыне (Египет). Живёт преимущественно на лёссовых и известковых почвах, избегает кремниевые. В Негеве плотность популяции достигает 0,2—0,3 особи/м².

## Описание
Раковина моллюска толстая, перфорированная, белого цвета с незначительным блеском. Имеет 5 завитков. Диаметр раковины до 25 мм. Последний завиток выступает в переднем направлении. Устье раковины закрыто толстым оперкулумом с двумя толстыми слитыми туберкулами. Масса моллюска — около 4,3 г, из которых половина приходится на массу раковины. 81 % массы тела самого моллюска составляет вода, 11 % — белки. Энергетические резервы моллюска в виде жиров чрезвычайно низкие — до 1 %.

## Экология

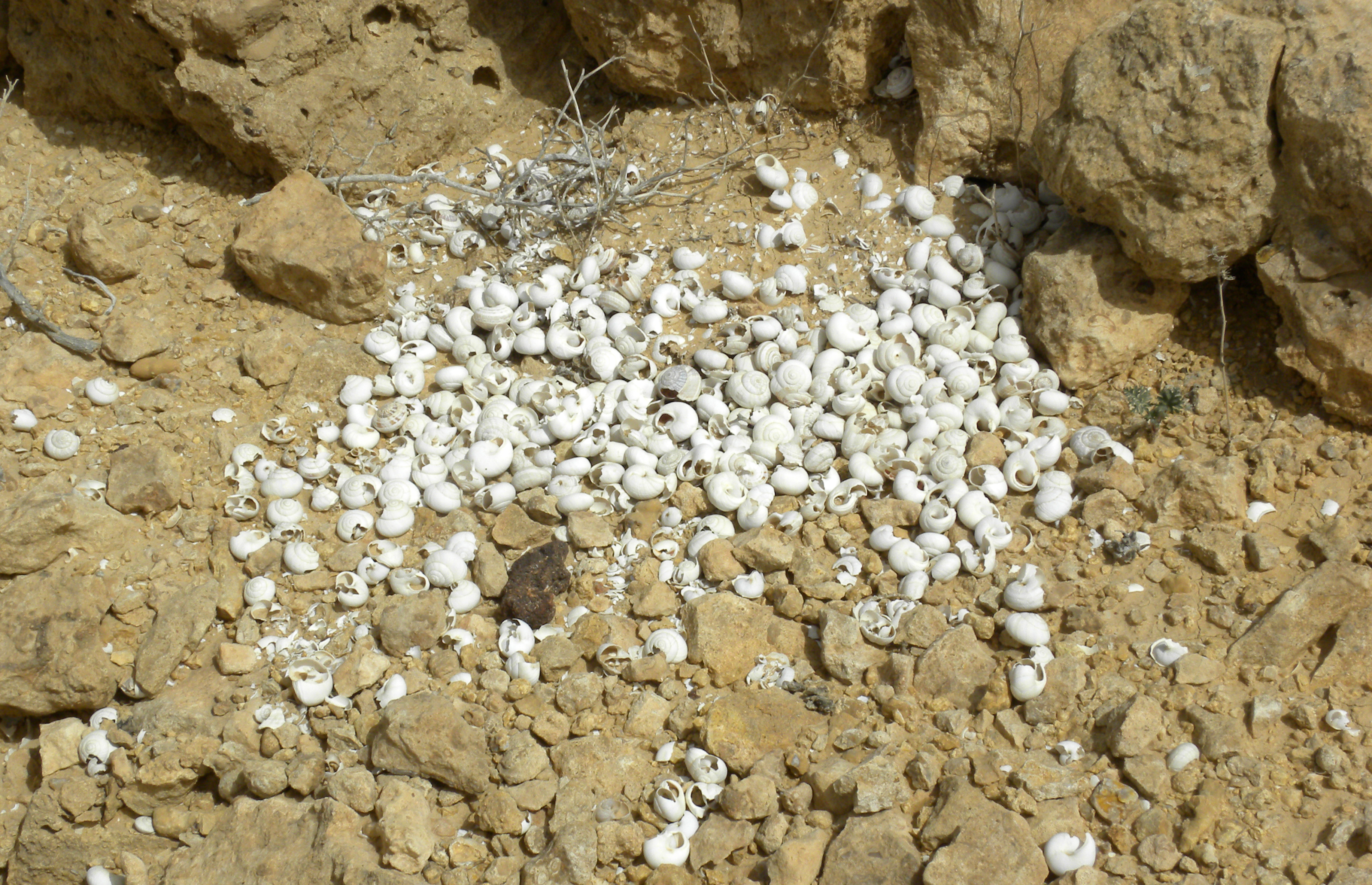
Sphincterochila boissieri в пустыне Негев

Вид хорошо приспособлен к высушиванию благодаря толстой раковине белого цвета и узкой апертуре. Моллюск каждое лето впадает в диапаузу, каждый раз синтезируя эпифрагму. Перед диапаузой моллюски зарываются в грунт (на глубину 1—5 см в пустыне Негев и до 10 см — в районе Мёртвого моря). Улитка легко выдерживает температуры до +50 °C, но температуры выше + 55 °C могут быть летальными. Во время диапаузы улитка теряет около 0,5 мг воды в день, расхода кислорода и энергии почти нет, благодаря чему улитка может находиться в состоянии диапаузы до 6—8 лет.
Жизненный цикл вида приспособлен к пустынным условиям. Улитки активны лишь несколько дней в году после дождей (обычно в период между ноябрем и мартом), в течение этого периода они питаются, набирают вес и размножаются. Улитка активна только 5—7 % года (18—26 дней), а остальное время находится в состоянии диапаузы.
Питается органическими компонентами почвы, лишайниками и водорослями.